# Hřibojedy
Hřibojedy település Csehországban, Trutnovi járásban. Hřibojedy Stanovice, Litíč, Dubenec, Dvůr Králové nad Labem, Kuks és Libotov településekkel határos. Lakosainak száma 235 fő (2024. január 1.).

## Népesség
A település lakosságának változását az alábbi diagram mutatja:
| Lakosok száma | 501  | 473  | 401  | 329  | 273  | 206  | 219  | 221  | 223  | 235  |
|               | 1869 | 1890 | 1921 | 1950 | 1980 | 2001 | 2017 | 2019 | 2022 | 2024 |